# Canon T50

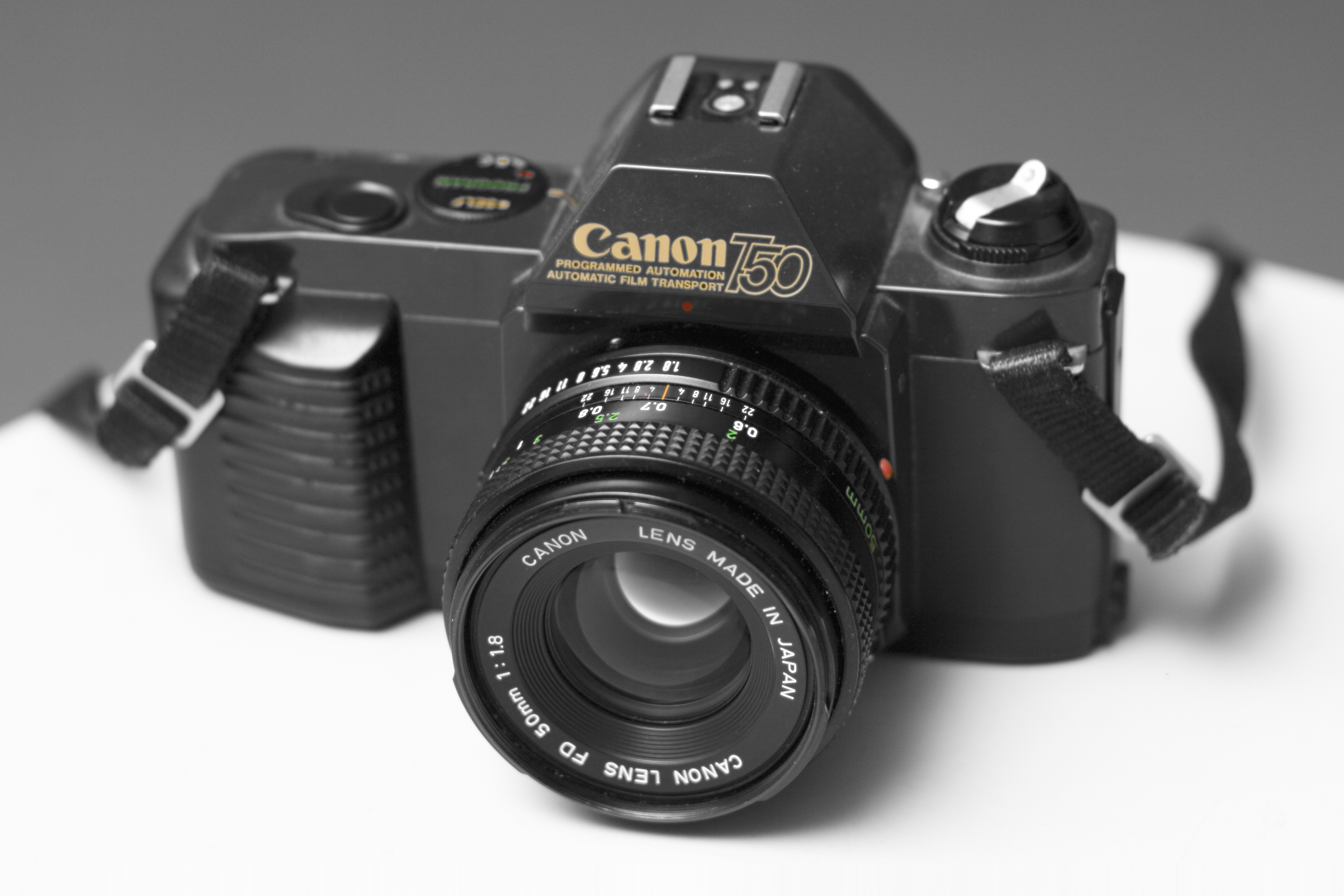
Canon T50.

A Canon T50 é uma câmera fotográfica lançada em março de 1983. Foi a primeira da série T da Canon, de câmeras SLR 35mm compatíveis com o sistema FD de lentes.